# Бражник кобра
Бражник кобра (Acosmeryx naga) — ночная бабочка из семейства бражников (Sphingidae).

## Описание
Крупной величины бабочки, с мощным, заострённым на конце телом и узкими вытянутыми крыльями. Размах крыльев 86-112 мм. Усики длинные, веретеновидные, обычно с заострённой и крюковидно загнутой вершиной. Глаза круглые, голые, прикрыты сверху хохолком из удлинённых чешуек. Хоботок обычно очень длинный, превышает в несколько раз длину тела. Окраска верхней стороны крыльев серо-коричневая. На передних крыльях располагаются тёмные, изогнутые перевязи, создающие мраморный рисунок. На брюшке имеются тёмные, косые, поперечные полосы. Задние крылья практически однотонные со слабо заметными более тёмными перевязями вдоль внешнего края.

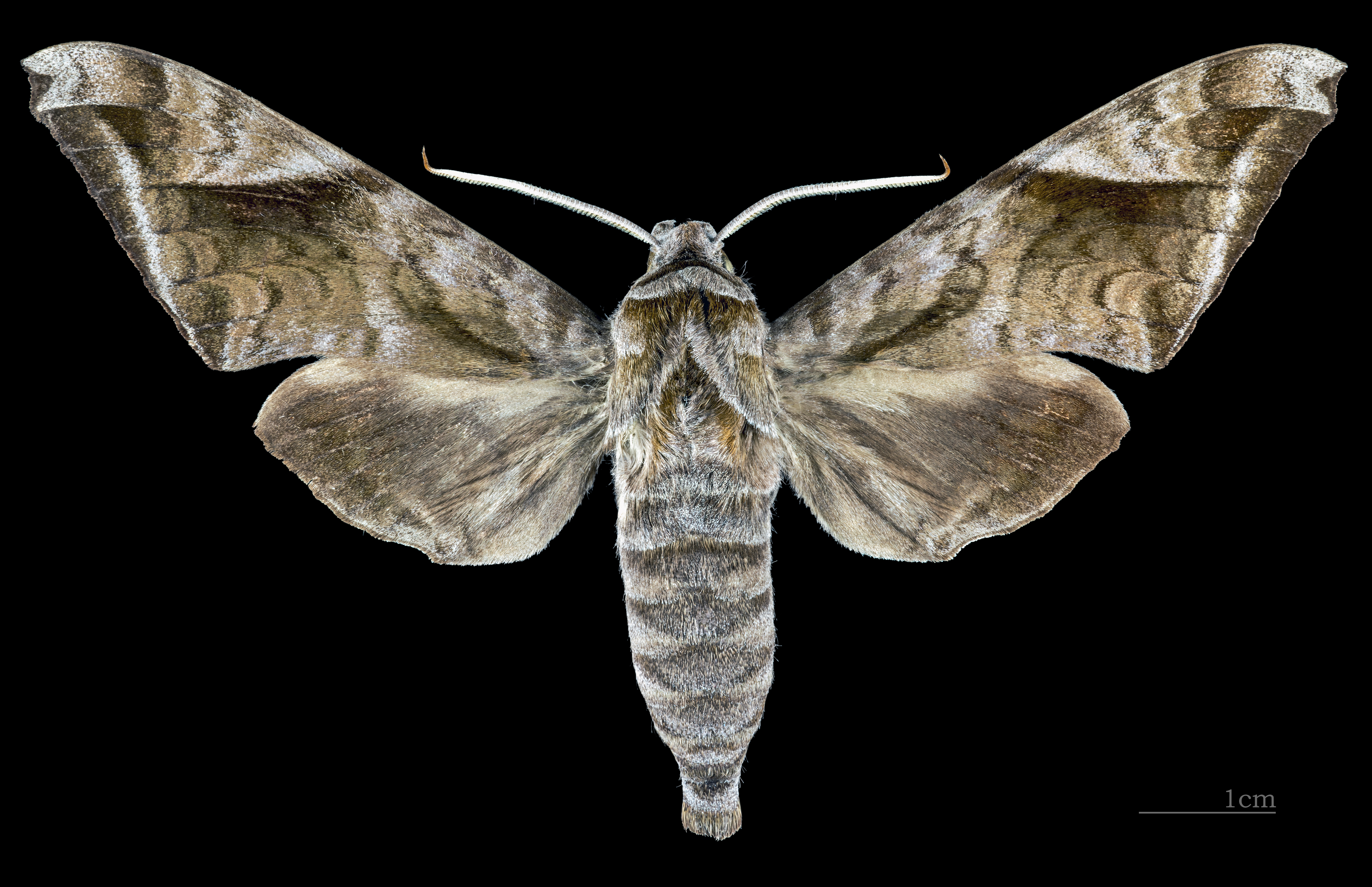
Самка Acosmeryx naga naga ♀
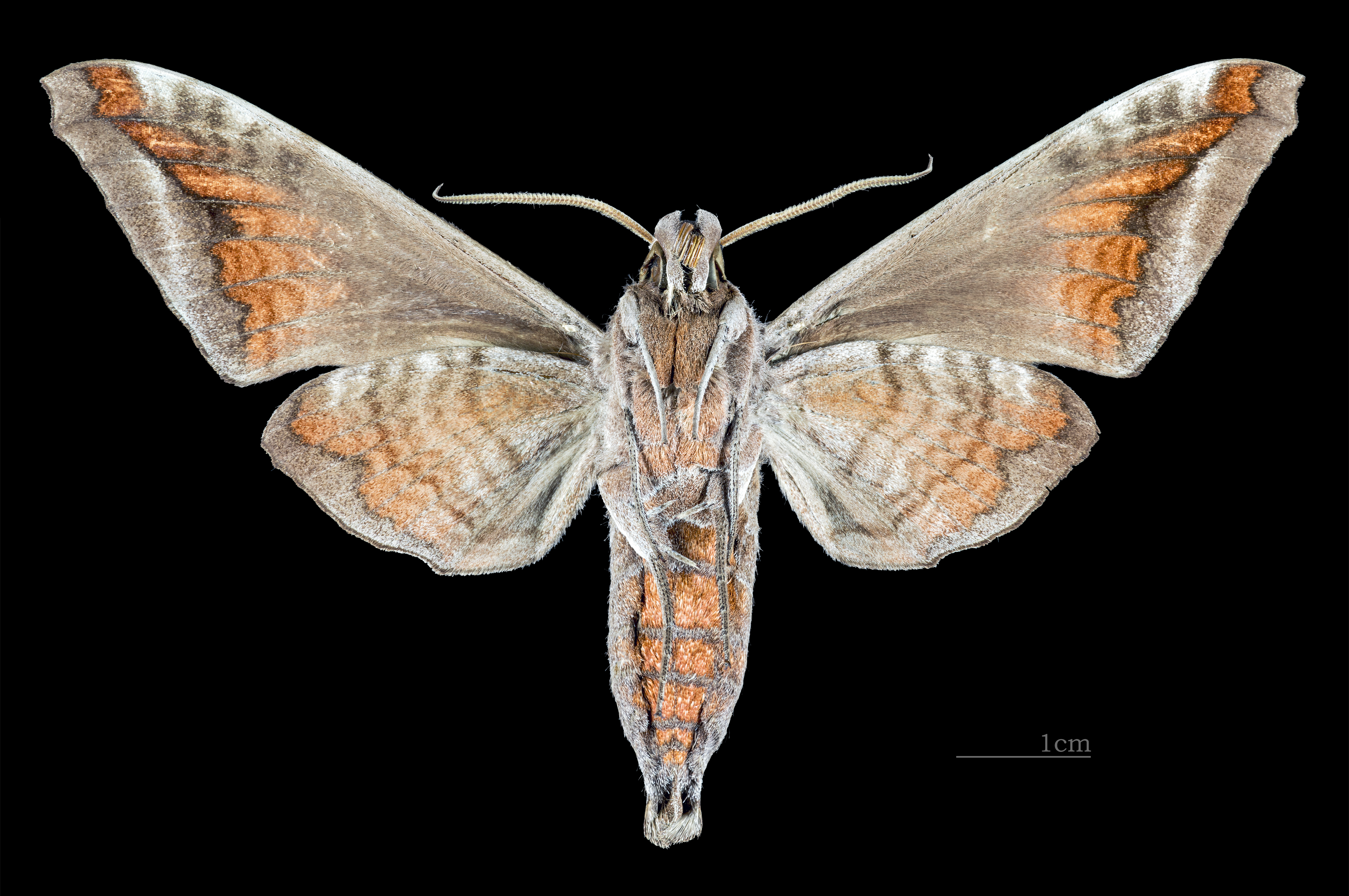
Самка Acosmeryx naga naga ♀△

## Подвиды
- Acosmeryx naga naga (предгорья Гималаев, Пакистан, Индия, Непал и Китай, полуостров Малайзия, Таиланд, северный Вьетнам, восточный и южный Китай, Дальний Восток России, Тайвань, Корея и Япония)[2].
- Acosmeryx naga hissarica (Узбекистан, юг Таджикистана и Афганистана)[2].

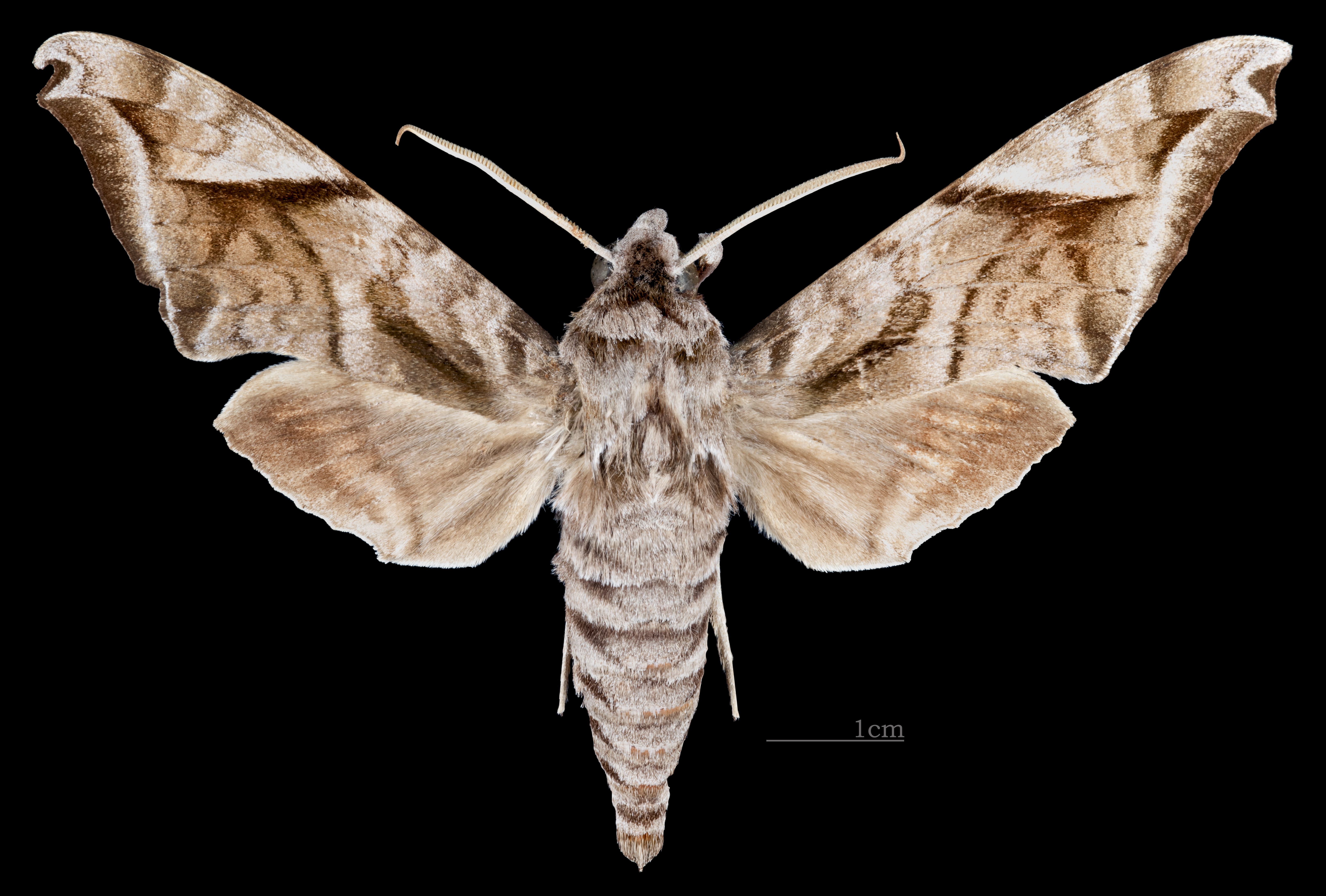
Самец Acosmeryx naga hissarica ♂
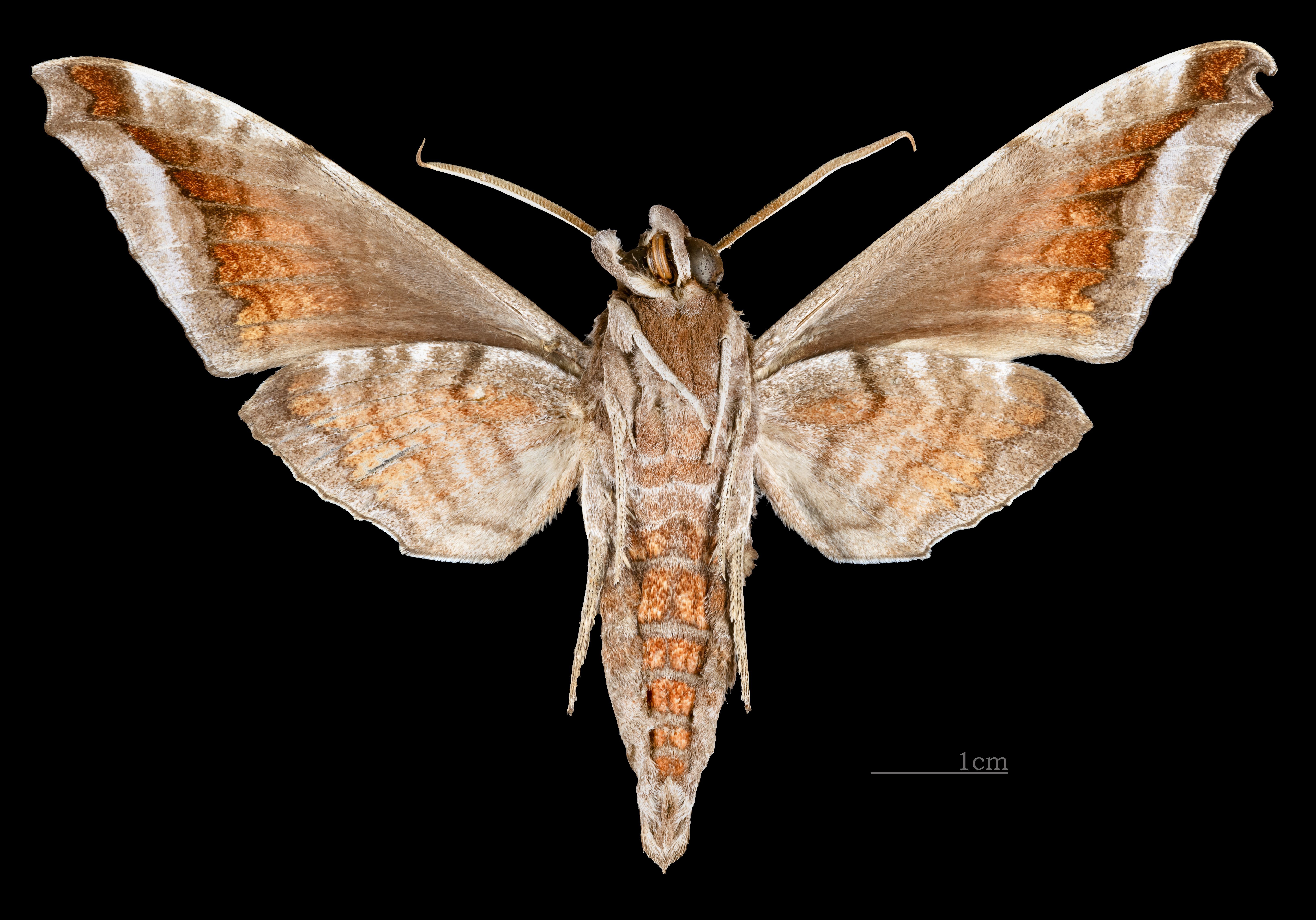
Самец Acosmeryx naga hissarica ♂ △
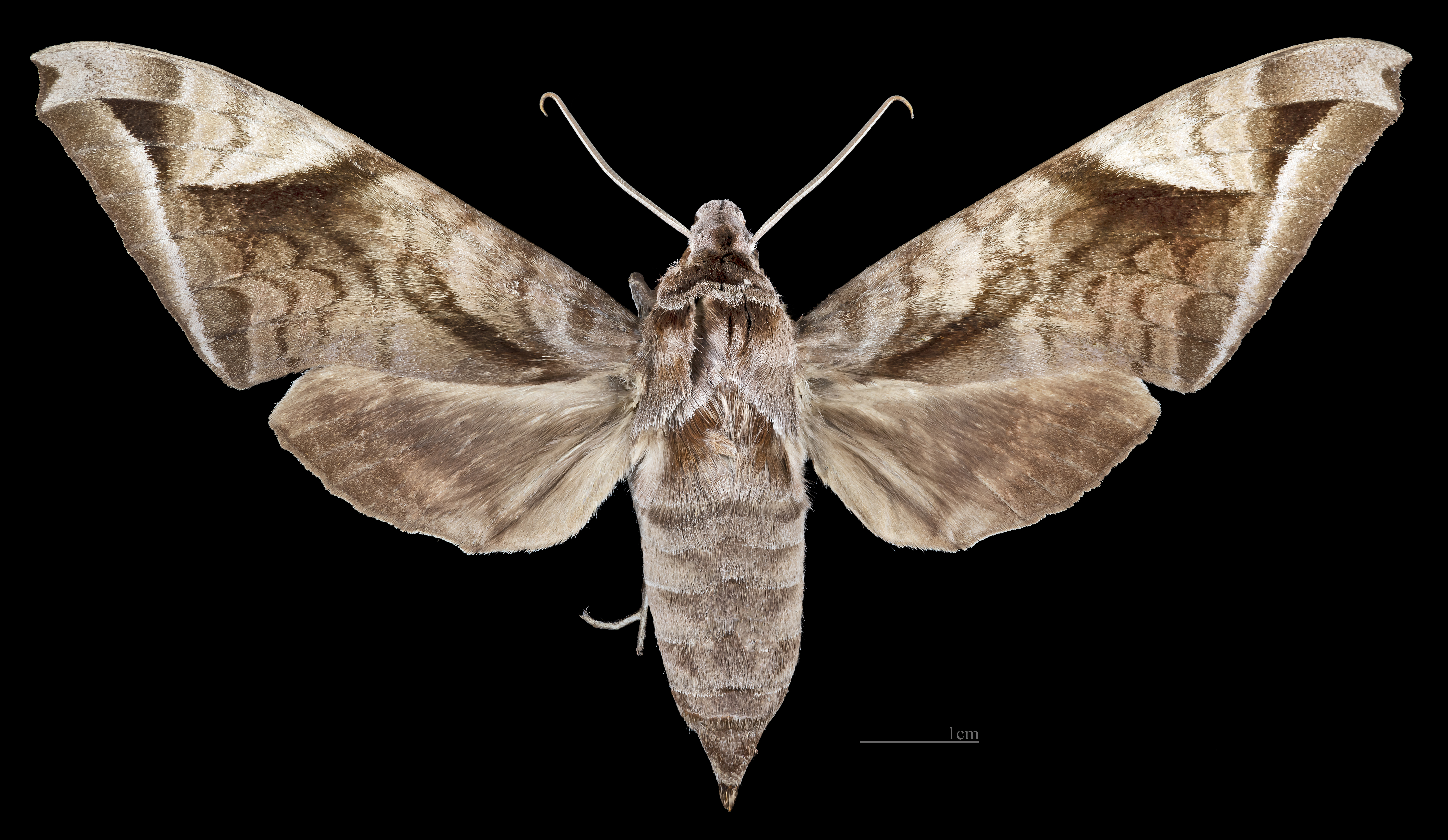
Самец Acosmeryx naga hissarica ♀
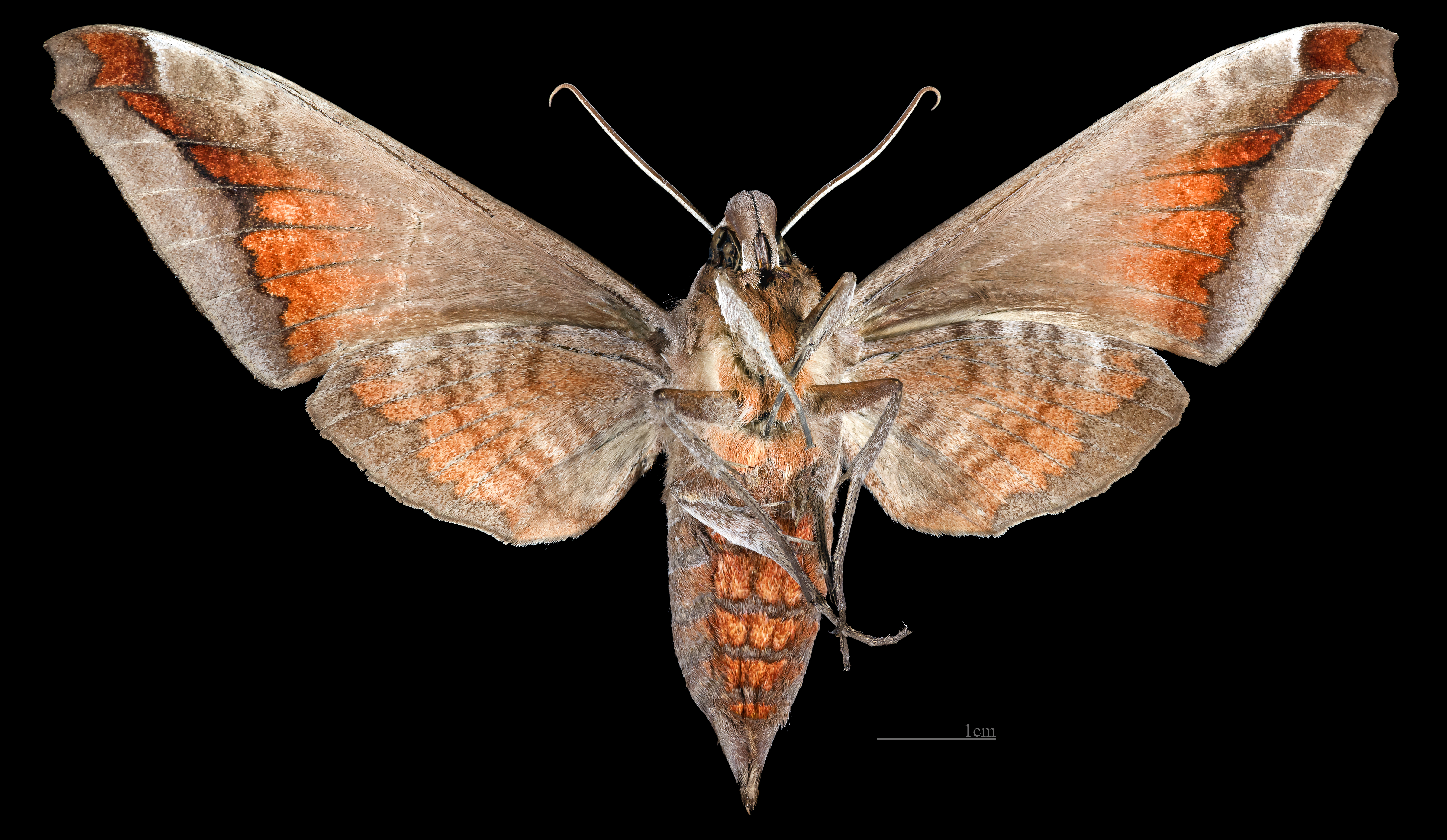
Самец Acosmeryx naga hissarica ♀△

## Распространение в России
Впервые на территории юга Дальнего Востока России отмечен на юге Приморского края в 2002 г., и уже на следующий год стал здесь обычным. В 2017 г. впервые найден на острове Кунашир. В 2021 г. впервые найден на территории Приамурья: в окрестностях Хабаровска и близ Благовещенска.

## Биология
Одно полное поколение в году, второе является частичным. Время лёта первого поколения в
конце апреля-мае, второго поколения — в августе-сентябре.
Гусеницы довольно крупные, с пятью парами ног. Окраска достаточно яркая, с косыми полосками и пятнами в виде глаз. Спина гусеницы светло-зелёного цвета, бока и брюшная сторона — сизо-зёленые; по бокам проходит светлая полоска, на 3—10 сегментах расположены яркие косые полосы. Кормовые растения гусениц: Vitis, Ampelopsis, Actinidia, Saurauia. Окукливаются в верхнем слое почвы в сильно увлажнённых местах. Зимуют куколки первого (часть) и второго поколений.